# Unterseeboot 124 (1940)
Pour les articles homonymes, voir Unterseeboot 124.
L'Unterseeboot 124 (ou U-124) est un sous-marin allemand de type IX.B utilisé par la Kriegsmarine pendant la Seconde Guerre mondiale.
Ce sous-marin a obtenu le 4e meilleur palmarès de tous les U-boots avec un total de 224 953 tonneaux de navires coulés (48 navires).

## Historique
Il quitte Wilhelmshaven pour sa première patrouille sous les ordres du Kapitänleutnant Georg-Wilhelm Schulz (en) le 19 août 1940. Il navigue en contournant les îles anglaises par la Mer du nord, passe entre les Îles Féroé et les Shetland pour atteindre le large de l'Atlantique Nord, puis rejoindre les côtes françaises. Après 29 jours en mer et deux navires coulés pour un total de 10 563 tonneaux ainsi qu'un navire endommagé de 3 900 tonneaux, il rejoint la base sous-marine de Lorient le 16 septembre 1940.

Le 25 août 1940, en fin de soirée, l'U-Boot attaque avec succès le convoi HX-65A au large de l'île de Lewis, puis plonge pour échapper à la corvette britannique HMS Godetia, qui lui lance douze charges de profondeur, avant de perdre le contact. L'U-124 est resté posé sur le fond marin pendant une heure après avoir heurté une formation rocheuse à une profondeur de 90 mètres. Le sous-marin n'est pas endommagé par les grenades sous-marines ; la collision a abîmé trois des quatre tubes lance-torpilles de proue, et le bateau est contraint d'assumer des travaux de rapports météorologiques pour le reste de la patrouille.

Le 25 septembre 1940, Georg-Wilhelm Schulz reçoit sa Croix de fer 2e et 1re classe.
Sa deuxième patrouille se déroule du 5 octobre au 13 novembre 1940, soit 40 jours en mer. Il navigue entre le sud de l'Islande et le nord-ouest de l'Irlande et coule cinq navires pour un total de 20 061 tonneaux.

Le 17 octobre 1940, à 8 heures 55, dans l'Atlantique, au sud de l'Islande, l'U-124 rencontre le sous-marin britannique de Class River HMS Clyde tout à sa mission de bateau météorologique. En supposant que le navire est un destroyer, l'U-124 plonge immédiatement sans réaliser que le sous-marin britannique lui a tiré trois torpilles à 9 heures 06 sans succès.
Il quitte Lorient le 16 décembre 1940 pour sa troisième patrouille au ouest-nord-ouest de l'Irlande. Il coule un navire de 5 965 tonneaux. Après 38 jours en mer, il rejoint son port d'attache de Lorient qu'il atteint le 22 janvier 1941.

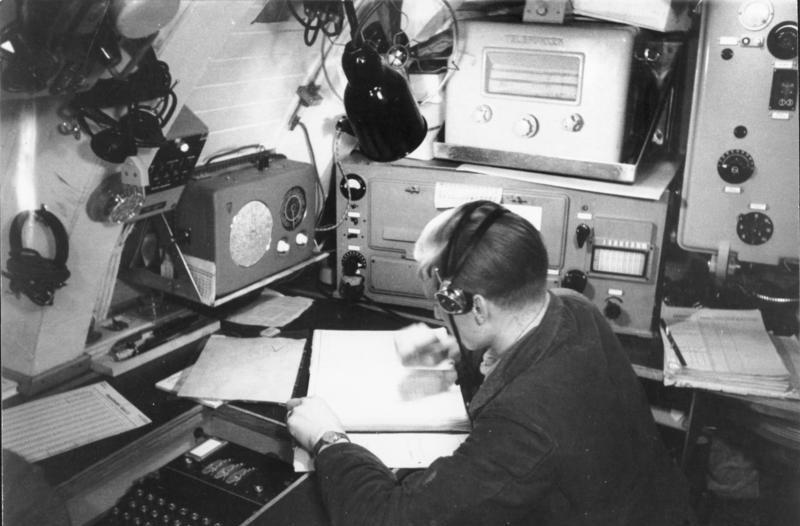
Intérieur du poste radio de l'U-124 avec en bas à gauche, la machine à codes Enigma- Photo prise en mars 1941

Sa quatrième patrouille se déroule du 23 février au 1er mai 1941, soit 68 jours en mer. Il navigue au large des côtes africaines jusqu'en Sierra Leone avant de partir en direction du Brésil sans toutefois entrer dans ses eaux territoriales. Il coule 11 navires pour un total de 53 297 tonneaux, le plus fort tonnage coulé pendant une patrouille de l'U-124.
Sa cinquième patrouille, du 10 juillet au 25 août 1941, soit 47 jours en mer, le mène dans l'Atlantique au sud-ouest de Gibraltar, où il ne trouve aucun navire.
Le 7 septembre 1941, le Kapitänleutnant Georg-Wilhelm Schulz est relevé de son commandement de l'U-124 qu'il passe au Kapitänleutnant Johann Mohr.
Sa sixième patrouille du 16 septembre au 1er octobre 1941, soit 16 jours en mer, naviguant dans l'atlantique nord, lui permet d'attaquer et de couler cinq navires pour un total de 11 040 tonneaux et d'endommager un navire de 1 303 tonneaux.
Sa septième patrouille du 30 octobre au 29 décembre 1941, soit 61 jours en mer, augmente ses résultats de deux navires coulés pour un total de 11 125 tonneaux en naviguant dans l'Océan Atlantique entre l'Afrique et l'Amérique du Sud jusque dans l'Atlantique Sud.

Le 9 décembre 1941, l'U-124 est bombardé par la batterie côtière de Fort Thornton au large du port de Georgetown sur l'île de l'Ascension, il n'est pas endommagé.
Sa huitième patrouille du 21 février au 10 avril 1942, soit 49 jours en mer, augmente encore ses résultats de sept navires coulés pour un total de 42 048 tonneaux, et trois navires endommagés pour un total de 26 167 tonneaux. 

Au cours de cette mission, le Kapitänleutnant Johann Mohr reçoit le 27 mars 1942 la Croix de chevalier de la Croix de fer.
Pour sa neuvième patrouille, il quitte Lorient le 4 mai 1942 pour l'Atlantique Nord. Après 54 jours en mer et huit navires marchands coulés pour un total de 32 429 tonneaux, l'U-124 retourne à son port d'attache de Lorient qu'il atteint le 26 juin 1942.
La dixième patrouille, du 25 novembre 1942 au 13 février 1943, soit 81 jours en mer (la plus longue de sa carrière) le fait naviguer au large des côtes vénézuéliennes et guyanaises. Il coule quatre navires pour un total de 28 259 tonneaux.

Le 1er janvier 1943 à 15 heures 23, à l'est de Trinitad, l'U-124 plonge quand il est attaqué par un hydravion PBY Catalina américain (VP-53 USN/P-1). L'avion largue deux grenades qui n'ont pas causé de dégâts.

Au cours de mission, le 13 janvier 1943, le Kapitänleutnant Johann Mohr reçoit les feuilles de chêne de sa croix de chevalier.
Il quitte Lorient le 27 mars 1943 pour sa onzième patrouille. Après sept jours en mer, l'U-124 attaque un convoi à l'ouest de Porto du Portugal le 2 avril 1943 et coule deux navires marchands pour un total de 9 547 tonneaux. Il est pris aussitôt à partie avec l'escorte du convoi et est coulé à la position géographique 41° 02′ N, 15° 39′ O, par des charges de profondeur lancées depuis la corvette britannique HMS Stonecrop et le sloop britannique HMS Black Swan.
Les 53 membres d'équipage meurent dans cette attaque.

## Affectations
- 2. Unterseebootsflottille du 11 juin 1940 au 1er août 1940 à Wilhelmshaven pendant sa période de formation
- 2. Unterseebootsflottille du 1er août au 2 avril 1943 à la base sous-marine de Lorient en tant qu'unité combattante

## Commandement
- Kapitänleutnant Georg-Wilhelm Schulz (en) du 11 juin 1940 au 7 septembre 1941
- Korvettenkapitän Johann Mohr du 8 septembre 1941 au 2 avril 1943

## Patrouilles
|       | Commandant                  | Départ            | Départ        | Arrivée           | Arrivée | Jours     | Succès    |
| ----- | --------------------------- | ----------------- | ------------- | ----------------- | ------- | --------- | --------- |
| 1     | Kptlt. Georg-Wilhelm Schulz | 19 août 1940      | Wilhelmshaven | 16 septembre 1940 | Lorient | 29 jours  | 14 463    |
| 2     | Kptlt. Georg-Wilhelm Schulz | 5 octobre 1940    | Lorient       | 13 novembre 1940  | Lorient | 40 jours  | 20 061    |
| 3     | Kptlt. Georg-Wilhelm Schulz | 16 décembre 1940  | Lorient       | 22 janvier 1941   | Lorient | 38 jours  | 5 965     |
| 4     | Kptlt. Georg-Wilhelm Schulz | 23 février 1941   | Lorient       | 1er mai 1941      | Lorient | 68 jours  | 53 297    |
| 5     | Kptlt. Georg-Wilhelm Schulz | 10 juillet 1941   | Lorient       | 25 août 1941      | Lorient | 47 jours  |           |
| 6     | Kptlt. Johann Mohr          | 16 septembre 1941 | Lorient       | 1er octobre 1941  | Lorient | 16 jours  | 12 343    |
| 7     | Kptlt. Johann Mohr          | 30 octobre 1941   | Lorient       | 29 décembre 19412 | Lorient | 61 jours  | 11 125    |
| 8     | Kptlt. Johann Mohr          | 21 février 1942   | Lorient       | 10 avril 1942     | Lorient | 49 jours  | 68 215    |
| 9     | Kptlt. Johann Mohr          | 4 mai 1942        | Kiel          | 26 juin 1942      | Lorient | 54 jours  | 32 429    |
| 10    | Kptlt. Johann Mohr          | 25 novembre 1942  | Lorient       | 13 février 1943   | Lorient | 81 jours  | 28 259    |
| 11    | Kptlt. Johann Mohr          | 27 mars 1943      | Lorient       | 2 avril 1943      | Coulé   | 7 jours   | 9 547     |
| Total | Total                       | Total             | Total         | Total             | Total   | 490 jours | 255 704 t |

Note : Kptlt. = Kapitänleutnant

### Opérations Wolfpack
L'U-124 a opéré avec les Wolfpacks (meutes de loup) durant sa carrière opérationnelle:
1. Süd (22 juillet 1941 - 5 août 1941)
2. Hecht (8 mai 1942 - 18 juin 1942)

## Navires coulés
- L'Unterseeboot 124 a coulé 46 navires marchands pour un total de 219 862 tonneaux et deux navires de guerre pour un total de 5 775 tonneaux et endommagé quatre autres navires marchands pour un total de 30 067 tonneaux au cours des 11 patrouilles (490 jours en mer) qu'il effectua.

| Date              | Nom                 | Nationalité     | Tonnage (GRT) | Fait      |
| ----------------- | ------------------- | --------------- | ------------- | --------- |
| 25 août 1940      | Firecrest           | Grande-Bretagne | 5 394         | Coulé     |
| 25 août 1940      | Harpalyce           | Grande-Bretagne | 5 619         | Coulé     |
| 25 août 1940      | Stakesby            | Grande-Bretagne | 3 900         | Endommagé |
| 16 octobre 1940   | Trevisa             | Canada          | 1 813         | Coulé     |
| 20 octobre 1940   | Cubano              | Norvège         | 5 810         | Coulé     |
| 20 octobre 1940   | Sulaco              | Grande-Bretagne | 5 389         | Coulé     |
| 31 octobre 1940   | Rutland             | Grande-Bretagne | 1 437         | Coulé     |
| 1er novembre 1940 | Empire Bison (en)   | Grande-Bretagne | 5 612         | Coulé     |
| 6 janvier 1941    | Empire Thunder      | Grande-Bretagne | 5 965         | Coulé     |
| 8 mars 1941       | Hindpool            | Grande-Bretagne | 4 897         | Coulé     |
| 8 mars 1941       | Lahore              | Grande-Bretagne | 5 304         | Coulé     |
| 8 mars 1941       | Nardana             | Grande-Bretagne | 7 974         | Coulé     |
| 8 mars 1941       | Tielbank            | Grande-Bretagne | 5 984         | Coulé     |
| 30 mars 1941      | Umona               | Grande-Bretagne | 3 767         | Coulé     |
| 4 avril 1941      | Marlene             | Grande-Bretagne | 6 507         | Coulé     |
| 7 avril 1941      | Portadoc            | Canada          | 1 746         | Coulé     |
| 8 avril 1941      | Tweed               | Grande-Bretagne | 2 697         | Coulé     |
| 11 avril 1941     | Aegeon              | Grèce           | 5 285         | Coulé     |
| 12 avril 1941     | St. Helena          | Grande-Bretagne | 4 313         | Coulé     |
| 13 avril 1941     | Corinthic (en)      | Grande-Bretagne | 4 823         | Coulé     |
| 4 juillet 1941    | Auditor             | Grande-Bretagne | 5 444         | Coulé     |
| 20 septembre 1941 | Baltallin           | Grande-Bretagne | 1 303         | Endommagé |
| 20 septembre 1941 | Empire Moat         | Grande-Bretagne | 2 922         | Coulé     |
| 25 septembre 1941 | Empire Stream       | Grande-Bretagne | 2 922         | Coulé     |
| 26 septembre 1941 | Cortes              | Grande-Bretagne | 1 374         | Coulé     |
| 26 septembre 1941 | Petrel              | Grande-Bretagne | 1 354         | Coulé     |
| 26 septembre 1941 | Siremalm            | Norvège         | 2 468         | Coulé     |
| 26 novembre 1941  | HMS Dunedin         | Grande-Bretagne | 4 850         | Coulé     |
| 3 décembre 1941   | Sagadahoc           | USA             | 6 725         | Coulé     |
| 14 mars 1942      | British Resource    | Grande-Bretagne | 7 209         | Coulé     |
| 17 mars 1942      | Acme                | USA             | 6 878         | Endommagé |
| 17 mars 1942      | Ceiba               | Honduras        | 1 698         | Coulé     |
| 18 mars 1942      | E. M. Clark         | USA             | 9 647         | Coulé     |
| 18 mars 1942      | Kassandra Louloudis | Grèce           | 5 106         | Coulé     |
| 19 mars 1942      | Papoose             | USA             | 5 939         | Coulé     |
| 19 mars 1942      | W. E. Hutton        | USA             | 7 076         | Coulé     |
| 21 mars 1942      | AtlanticSun         | USA             | 11 355        | Endommagé |
| 21 mars 1942      | Esso Nashville      | USA             | 7 934         | Endommagé |
| 23 mars 1942      | Naeco               | USA             | 5 373         | Coulé     |
| 12 mai 1942       | Cristales           | Grande-Bretagne | 5 389         | Coulé     |
| 12 mai 1942       | Empire Dell         | Grande-Bretagne | 2 609         | Coulé     |
| 12 mai 1942       | Llandover           | Grande-Bretagne | 4 959         | Coulé     |
| 12 mai 1942       | Mount Parnes        | Grande-Bretagne | 4 371         | Coulé     |
| 9 juin 1942       | FFL Mimosa          | France          | 925           | Coulé     |
| 12 juin 1942      | Dartford            | Grande-Bretagne | 4 093         | Coulé     |
| 18 juin 1942      | Seattle Spirit      | USA             | 5 627         | Coulé     |
| 28 juin 1942      | Treworlas           | Grande-Bretagne | 4 692         | Coulé     |
| 9 janvier 1943    | Birmingham City     | USA             | 6 194         | Coulé     |
| 9 janvier 1943    | Broad Arrow         | USA             | 7 178         | Coulé     |
| 9 janvier 1943    | Collingsworth       | USA             | 5 101         | Coulé     |
| 9 janvier 1943    | Minotaur (en)       | USA             | 4 554         | Coulé     |
| 2 avril 1943      | Gogra               | Grande-Bretagne | 5 190         | Coulé     |
| 2 avril 1943      | Katha               | Grande-Bretagne | 4 357         | Coulé     |